# Coptops diversesparsa
Coptops diversesparsa là một loài bọ cánh cứng trong họ Cerambycidae.